# 第60回NHK红白歌合战
第60回NHK红白歌合战于日本時間2009年12月31日19时15分至23时45分于日本東京NHK音乐厅举行。本次红白歌会的主题是“歌曲的力量∞无限大”（歌の力∞無限大），红白两组各有25组歌手出场，加上4组“小红白歌合战”及两组特别出场的歌手，一共有56组歌手。本次最终以白组拿下第32次胜利收场。

## 相关新闻
- 9月3日 - 眾會長出席記者會發表主題
  - 沿用第58回計劃的3年統一概念「歌曲的力量」，本年的主題為「歌曲的力量∞無限大」。
  - 本回作為60周年紀念，播出時間為過去最長，合共4小時25分（除去中段新聞報導）。
  - 跟上回同樣，預期會除去大部分如應援合戰等的加演節目，以歌為本製作節目。
- 9月15日 - 發表紅白應援隊及原創歌曲的製作
  - 紅白應援隊跟上回同樣，有關根麻及Terry伊藤。
  - 作本60周年紀念計劃，作曲家久石讓公佈將向觀眾募集詞組製作原創歌曲，宣佈募集開始。
- 10月21日 - 放送總局長的循例記者會
  - 公佈紅白原創歌曲作曲完成。
  - 公佈4個宣傳道具的製作結果：拍照用的背景嵌板、應援隊2人的等身嵌板、優勝旗幟的復製品，以及《Quiz紅白檢定》（紅白相關節目）的嵌板，預定定期在各電視台的會館作公開巡迴展示。
- 10月27日 - 紅白數碼應援團由水樹奈奈擔任
  - 擔任個人電腦、手提電話等數碼傳輸媒體的情報宣傳大使。同月30日起於官方網站中公開水樹負責的紅白倒數部落格，11月起由水樹負責於官方部落格中更新紅白情報。
- 11月3日 - NHK向媒體發佈傳真，發表兩軍主持人
- 11月18日 - 發表紅白原創歌曲
  - 官方部落格發表紅白原創歌曲『歌曲的力量』完成，向觀眾募集該歌曲的動畫投稿。作為「範本」、由水樹及加藤清史郎演唱該樂曲的動畫於羿日11月19日公開。加藤亦於當日被決定以「紅白的臉孔」身分演出。
- 11月23日 - 出場歌手發表
  - 紅白各選出25組、合計50組。
- 11月27日 - 發表綜合主持人
- 12月1日 - 官方網站提供播客迷你節目『水樹奈奈的紅白「歌曲的力量∞無限大」!!!』
  - 於官方網站提供訂閱迷你節目，播出最新的紅白歌合戰相關消息。每星期二更新，預計一共5集。宣傳大使為紅白數碼應援團的水樹奈奈。
- 12月20日 - 發表曲目
- 12月24日 - 放送總局長的循例記者會
  - 公佈取得所有出場歌手所屬經紀公司的允許，於2010年元旦起自1月11日，在「NHK on Demand」（NHK的自選影像服務）提供付費收看的「漏看節目服務」。此為傑尼斯事務所旗下歌手出席的節目首次獲准於網上被收看。
  - 公佈英國歌手蘇珊·波伊爾（蘇珊大媽）將作為嘉賓演唱，另選出阿部寬、勝間和代、草刈民代、城田優、杉山愛、西田敏行、白鵬翔、原辰德、深田恭子、森光子10人為審查員。同時，過去的主持人中亦選出堺正章、武田鐵矢等以Special Presentor身分出場。
- 12月27日 - 發表曲目順序
- 12月28日 - 開始排練
- 12月30日 - 節目製作人公佈神秘嘉賓。眾多媒體報導矢澤永吉將出場。
- 12月31日 - 紅白歌會正式開始，最終白組獲得優勝。

## 工作人員
- 红组主持人：仲間由紀惠
- 白组主持人：中居正广
- 總主持人：阿部涉（NHK主播）
- 電台直播主持人：山田康弘（NHK主播）、神田愛花（NHK主播）
- 外景主持人：久保田祐佳（NHK主播）
- 樂隊：三原綱木與New Breed、東京放送管弦樂團
- 審查員：阿部寬、勝間和代、草刈民代、城田優、杉山愛、西田敏行、白鵬翔、原辰德、深田恭子、森光子

## 出场歌手
（括號内為出場次數，歌手名為沒有參加上次（第59回）的歌手）
| 紅組 | 紅組                     | 紅組                   | 白組 | 白組             | 白組                              |      |      |
| 曲順 | 歌手、组合名             | 乐曲                   | 曲順 | 歌手、组合名     | 乐曲                              |      |      |
| 前半 | 前半                     | 前半                   | 前半 | 前半             | 前半                              | 前半 | 前半 |
| --- | ------------------------ | ---------------------- | ---- | ---------------- | --------------------------------- | ---- | ---- |
| 1 | 滨崎步（11）             | Rule                   | 2    | EXILE（5）       | Someday                           |      |      |
| 3 | AKB48（2）               | 驚喜之RIVER! 紅白Remix | 4    | flumpool（初）   | 向星星许愿                        |      |      |
| 6 | 生物股长（2）            | YELL                   | 5    | NYC boys（初）   | 紅白60回記念NYC Special           |      |      |
| 企划「小紅白歌合戰」（審査員：兩津勘吉(香取慎吾)） 1：加藤清史郎 「人生就像柴魚一樣」、2：櫻真耶 「大豐收祭典」、 3：Snow Prince合唱団 「白雪王子」、4：大橋望美 「小信乘雲去-崖上的波妞」 |                          |                        |      |                  |                                   |      |      |
| 7 | 伍代夏子（16）           | 靜雨                   | 8    | 北山毅（5）      | 劍山                              |      |      |
| 9 | 女孩次世代（2）          | Infinity               | 10   | 杰洛（2）        | 海雪                              |      |      |
| 11 | 水樹奈奈（初）           | 深愛                   | 12   | 放克猴宝贝（初） | 英雄                              |      |      |
| 13 | 中村美津子（14）         | 河內漢子曲             | 14   | 色情涂鸦（8）    | 火紅的愛                          |      |      |
| 15 | 天童芳美（14）           | 花筏 -Hanaikada-       | 16   | 美川憲一（26）   | 天蠍座的女人 2009                 |      |      |
| 17 | 坂本冬美（21）           | 還愛著你               | 18   | 細川贵志（33）   | 望鄉之歌                          |      |      |
| 19 | 大塚愛（6）              | Is                     | 20   | Remioromen（初） | 粉雪                              |      |      |
| 21 | 川中美幸（2）            | 鴛鴦酒                 | 22   | 森進一（42）     | 花與蝶                            |      |      |
| 後半 |                          |                        |      |                  |                                   |      |      |
| 第60回紅白主題曲「歌曲的力量」合唱 |                          |                        |      |                  |                                   |      |      |
| 特別出演：蘇珊·波伊爾 我曾有夢 I Dreamed a Dream |                          |                        |      |                  |                                   |      |      |
| 24 | aiko（8）                | 那孩子的夢             | 23   | 遊助（初）       | 向日葵（ひまわり）                        |      |      |
| 26 | 平原綾香（6）            | Mio Amore              | 25   | 德永英明（4）    | 快要壞掉的收音機                  |      |      |
| 28 | 秋元順子（2）            | 愛的原貌…              | 27   | TOKIO（16）      | 太陽與沙漠的玫瑰                  |      |      |
| 29 | Perfume（2）             | One room Disco         | 30   | 東方神起（2）    | Stand by U                        |      |      |
| 31 | 水森香织（7）            | 安藝宮島               | 32   | 五木宏（39）     | 凍鶴                              |      |      |
| 追悼企劃：迈克尔·杰克逊、演出:SMAP |                          |                        |      |                  |                                   |      |      |
| 33 | 木村KAELA（初）          | Butterfly              | 34   | 爱丽斯乐队（3）  | CHAMPION                          |      |      |
| 35 | 中島美嘉（8）            | 流星                   | 36   | 柚子（3）        | 想見你                            |      |      |
| 37 | Angela Aki（4）          | 信~敬啟者~給十五歲的你 | 38   | 布施明（25）     | MY WAY                            |      |      |
| 39 | 小林幸子（31）           | 萬葉戀歌啊，等待著你   | 40   | 福山雅治（2）    | 初恋                              |      |      |
| 41 | 倖田來未（×misono）（5） | 2009紅白KODA SPECIAL   | 42   | 嵐（初）         | 嵐×紅白SPECIAL MEDLEY             |      |      |
| 驚喜出演：矢澤永吉 时间啊 停止吧／灰蓝色的天空 |                          |                        |      |                  |                                   |      |      |
| 44 | 和田秋子（33）           | 想再與你一起唱         | 43   | 可苦可乐（5）    | STAY                              |      |      |
| 46 | 石川小百合（32）         | 津輕海峽·冬景色        | 45   | 冰川清志（10）   | 心动的倫巴                        |      |      |
| 47 | 絢香（4）                | 這片天空下             | 48   | SMAP（17）       | 悄悄地 緊緊地～世界中獨一無二的花 |      |      |
| 49 | 美梦成真（13）           | 朝向前方-紅白特別版    | 50   | 北島三郎（46）   | 庙会                              |      |      |

- 初次出场的歌手一共有8组，其中红组2组、白组6组。
- 水树奈奈是史上第一位登上红白舞台的声优，同时她还是红白数码应援团的成员。
- 遊助（上地雄輔）上回以羞耻心中的“心”的名义登上红白，本次以个人名义入选红白名单。
- 福山雅治自第44回（1993年）以来，时隔16年重返红白舞台。
- 本次红白，平井坚、WaT、秋川雅史、Mr.Children、青山黛玛、一青窈等热门歌手没有入选或拒绝出场。
- 红组开场（总开场）为滨崎步，白组开场为EXILE。
- 红组压轴为美梦成真，白组压轴（总压轴）为北島三郎。

## 相關連結
- 緯來日本台-第60屆紅白歌唱大賽 （页面存档备份，存于） （日語）